# جان كورتي
جان كورتي (بالهولندية: Jan Korte)‏ (4 نوفمبر 1956 في هولندا - ) هو مدرب كرة قدم ولاعب كرة قدم هولندي في مركز الوسط. لعب مع غو أهد إيغلز ونادي فيندام.

## وصلات خارجية
- جان كورتي على موقع عالم كرة القدم.نت (الإنجليزية)